# جرن موراي
جَرَن موراي (بالتركية: Ceren Moray)‏ (ولدت: 5 يونيو 1985، ديار بكر - )، ممثلة تركية، مثلت في عدة أفلام ومسلسلات ومسرحيات.

## روابط خارجية
- جرن موراي على موقع IMDb (الإنجليزية)
- جرن موراي على موقع قاعدة بيانات الفيلم (الإنجليزية)
- جرن موراي على موقع كينوبويسك (الروسية)